# أندرياس فراي
أندرياس فراي (بالألمانية: Andreas Frey)‏ هو اقتصادي ألماني، ولد في 5 يونيو 1967 في غايزلينغن آن در اشتايغه في ألمانيا.